# 風花
風花（かざはな、かざばな）は、晴天時に雪が風に舞うようにちらちらと降ること。あるいは山などに降り積もった雪が風によって飛ばされ(地吹雪)、小雪がちらつく現象のこと。からっ風で有名な静岡県や群馬県でよく見られる。
冬型の気圧配置が強まり、大陸から日本列島に寒気が押し寄せてくると日本海側で雪が降るが、その雪雲の一部が日本列島の中央にある山脈を越え、太平洋側に流れ込んできたときに風花が見られる。

## 作品

### 音楽
- 「風花」 - 森山直太朗の楽曲

### 文学
- 『風花』 - 川上弘美の小説（集英社、2008年）
- 俳句や短歌などの短詩型では多くの作品が制作されている。

### 映画
- 『風花』 - 1959年公開の日本映画（監督：木下惠介）
- 『風花』 - 2001年公開の日本映画（監督：相米慎二）